# Triac
Triac ist eine englische Abkürzung für triode for alternating current. Auf Deutsch sind auch die Begriffe Zweirichtungs-Thyristortriode oder Symistor zu finden. Es handelt sich um ein elektronisches Bauteil mit Halbleiterschichtstruktur, das vom Prinzip her eine Antiparallelschaltung von zwei Thyristoren darstellt. Das ermöglicht es, bei Wechselstrom beide Halbwellen zu schalten, wohingegen ein einzelner Thyristor nur eine Halbwelle schalten kann und bei der anderen Halbwelle wie eine Diode in Sperrrichtung wirkt. Der Triac wird über das Gate gezündet und bleibt solange leitend, bis der Haltestrom unterschritten wird.

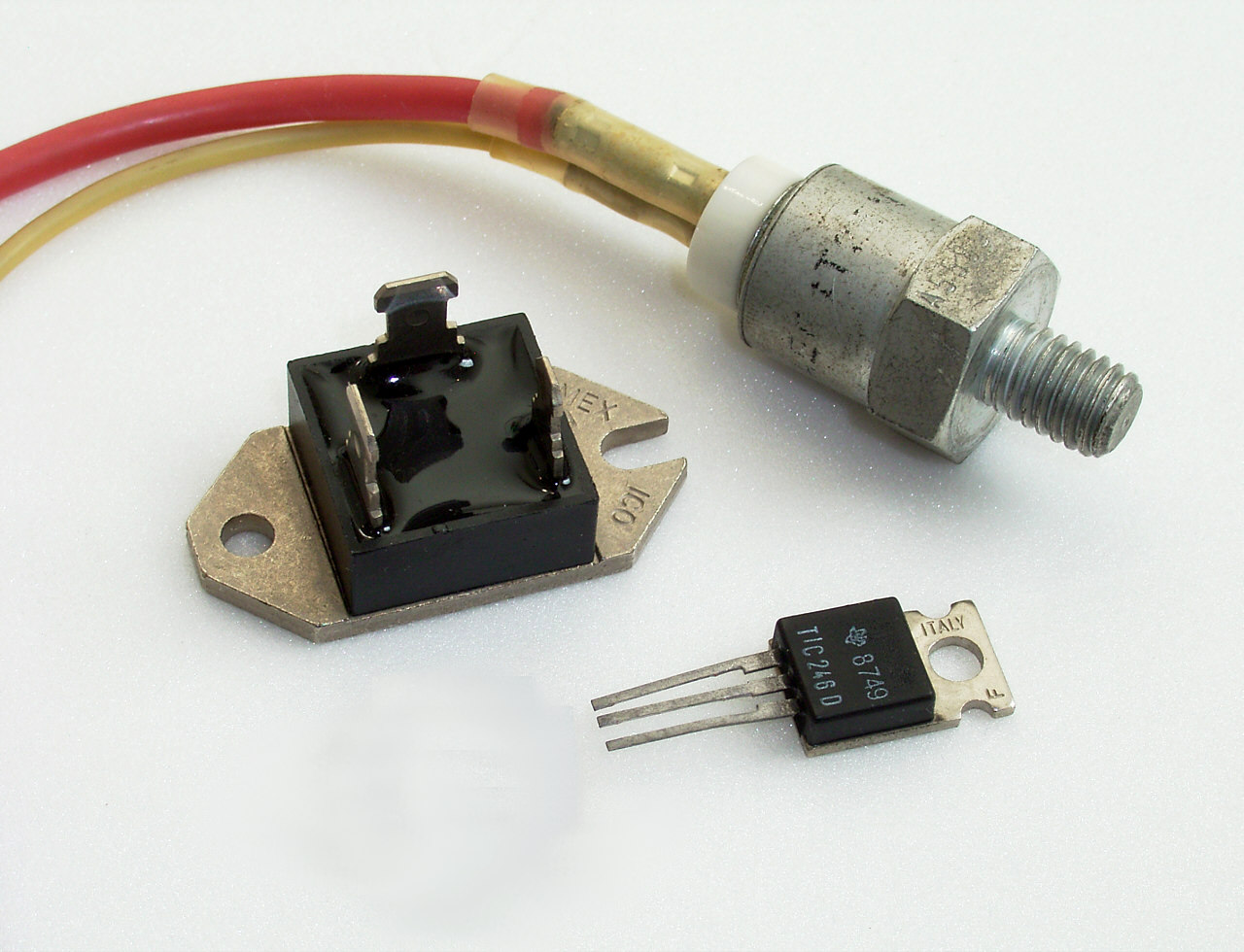
Triacs unterschiedlicher Leistungsklassen

## Aufbau

Schematischer Technologieschnitt (mit Verschaltung) eines Triacs

Ein Triac hat eine Steuerelektrode G (engl. gate) und zwei Hauptelektroden H1 und H2 (im engl. MainTerminal, MT1 und MT2), wobei Hauptelektrode H2 (MT2) in der Regel eine direkte Verbindung mit dem Gehäuse hat. Damit für die beiden Thyristoren ein Steueranschluss ausreicht, sind in Triacs zwei Zünd- oder Hilfsthyristorenstrecken eingebaut, damit er mit positivem und negativem Steuerimpuls in den niederohmigen Zustand gekippt werden kann.
Zwar suggeriert die Analogie der antiparallelen Thyristoren, dass H1 (MT1) und H2 (MT2) gleichwertig sind und beliebig getauscht werden können; das ist jedoch nicht der Fall, da der interne Aufbau asymmetrisch ist und H1 (MT1), wie auch im Aufbau-Schemabild angedeutet, eine direkte Verbindung zum Bereich des Gates auf dem Halbleiterkristall hat und somit als Bezugspotential für das Gate dient. Daher bezieht sich der Steuerstrom immer auf H1 (MT1). Ein Triac kann mit positivem wie auch negativem Gatestrom getriggert werden. Die dazu notwendige Gatespannung bewegt sich im Bereich der Durchlassspannung von PN-Siliziumdioden; je nach Gatestrom und Bahnwiderstand sind dazu wenige Volt notwendig. Jedoch muss beachtet werden, dass die Zündempfindlichkeit einerseits von der Gatestrompolarität als auch von der Polarität an H1 (MT1) und H2 (MT2) abhängt. Man bezeichnet die Zündarten mit I+, I−, III+ und III− in Bezug zur zugehörigen Ausgangskennlinie. Die größte Zündempfindlichkeit haben Triacs in der Regel in der Zündart I+ und III−, die Zündart I− benötigt einen etwas höheren und III+ einen deutlich höheren Gatestrom zum Zünden.
3-Quadranten-TRIACs zünden überhaupt nur in den ersten drei Quadranten, in der Zündart III+ nicht.
Diese gibt es für direkte Ansteuerung über Logikbausteine mit geringerem Gatestrom (bekannt als Logic Level) oder auch mit verbesserten Löscheigenschaften speziell für induktive Lasten (bekannt als snubberless, da sie ohne Snubber und die dafür notwendigen weiteren Bauteile verwendbar sind).
Wird der spezifizierte Zündstrom des TRIACs in Bezug auf Größe oder Anstiegsgeschwindigkeit unterschritten, kann dies dazu führen, dass sich die Zündung nicht schnell genug im ganzen Halbleiterkristall ausbreitet. Dadurch fließt der Laststrom mitunter nur durch Teilbereiche des Kristalls und kann so zu lokalen Überhitzungen und dadurch zur Schwächung und Zerstörung des Bauteils führen. Aufgrund des gleichen Mechanismus ist die Anstiegsgeschwindigkeit des Laststroms (auch bezeichnet als {\displaystyle {\frac {\mathrm {d} i}{\mathrm {d} t}}}, mit {\displaystyle i}: Augenblickswert des Laststroms und {\displaystyle t}: Zeit) unterhalb eines spezifizierten Werts zu halten.
Triacs können nicht für sehr große Ströme hergestellt werden, deshalb werden im Bereich der Leistungselektronik immer noch einzelne Thyristoren eingesetzt.

## Opto-Triac
Der Opto-Triac (auch Foto-Triac genannt) besteht aus zwei antiparallel angeordneten Foto-Thyristoren, die optisch eingeschaltet werden. Anstelle der Steuerelektrode wird eine Leuchtdiode verwendet, um die p-n-Übergänge über den fotoelektrischen Effekt mit Ladungsträgern zu fluten und damit leitend zu machen. Das stellt eine Möglichkeit dar, eine galvanische Trennung zwischen Steuer- und Laststromkreis herzustellen, wodurch Lasten wie z. B. die mit Netzspannung betriebenen Glühlampen einer Lichtorgel angesteuert werden können, ohne dass für den Steuerkreis eine Gefahr durch die Netzspannung ausgeht.

## Anwendungen

Phasenanschnittsteuerung

Schaltzeichen

Die Einsatzgebiete liegen vor allem im Bereich der Phasenanschnittsteuerungen als typische Variante der Leistungsstellung im Wechselspannungsbereich, wie beispielsweise zur Helligkeitssteuerung von Glühlampen (Dimmer), Lichtorgeln oder Drehzahlstellung von Universalmotoren. Letztere werden z. B. in Elektrowerkzeugen, elektromotorischen Haushaltsgeräten und vielem mehr sehr häufig eingesetzt, wo verlustarme Drehzahlstellung und hohe Anlaufmomente benötigt werden. Opto-Triacs finden in Halbleiter-Relais Anwendung, wo sie zum galvanisch getrennten Schalten des eigentlichen Schaltelements (Leistungsthyristoren oder -triac) verwendet werden. Durch ihre kompakte Bauform, geringe Herstellungskosten und dadurch, dass durch Verwendung von Lichtleitern eine im Prinzip beliebig hohe Isolationsspannung erreicht werden kann, haben Opto-Triacs die vorher dafür verwendeten Zündübertrager verdrängt. In seltenen Fällen – wenn nur ein kleiner Strom (bis ca. 100 mA) geschaltet werden muss – kann ein Opto-Triac auch zum direkten Schalten der Last verwendet werden.